# Campionato di pallacanestro femminile FIAF 1926
Il campionato di pallacanestro femminile della FIAF 1926 è stato il terzo organizzato in Italia. È stato vinto dalla Ginnastica Pro Patria et Libertate sulla Forza e Coraggio Milano.

## Verdetto
- Campione d'Italia:  Ginnastica Pro Patria et Libertate

Formazione: Maria Piantanida, Lina Banzi, Giuseppina Ferré, Reginetta De Simoni, Sidonia Radice, Angelica Servi.